# 72 heures (série télévisée)
Pour le film, voir 72 heures (film).
72 heures est une série télévisée française en onze épisodes de 52 minutes créée par Olivier Panchot et Éric Summer, diffusée du 9 juillet 2005 au 27 août 2005 sur TF1 puis sur TF6 et Série Club.
L'intégrale de la série est disponible gratuitement sur TF1+ depuis le 23 novembre 2023.

## Synopsis
La Côte d'Azur, où les habitants sont aussi beaux que le paysage... Mais sous le vernis de la richesse et de la célébrité se cache un monde d'avidité et d'intrigues, voire d'épouvantables actes criminels. Tous ces meurtres récents, et le grand désordre qui les accompagne, ne laissent aucun répit à la brigade criminelle de la région. En particulier à Laura et Vincent, deux jeunes officiers de police désignés pour créer une unité anti-criminelle. Ils sont très proches, et tiennent l'un à l'autre autant qu'à leur travail. Laura est une ravissante jeune femme. Sa passion pour son travail de policier n'a d'égal que son amour du genre humain. Vincent est un jeune homme sexy. Son dévouement le conduit à assainir ce " paradis " trop souvent corrompu. Et, bien qu'il s'en défende, il est très attiré par Laura.

## Distribution
- Christian Vadim : Vincent
- Diane Robert : Laura
- Chantal DesRoches : Lou
- Michel Albertini : commissaire Mercadal
- Rémi Bichet : Marcus
- Laure Killing : Olivia
- Amandine Chauveau : Amandine
- Marc Rioufol : Wilson
- Rebecca Miquel : Julie
- Amy Marianne

## Épisodes
|    | Titre                    | Date       | Réalisateurs    | Scénaristes                    |
| -- | ------------------------ | ---------- | --------------- | ------------------------------ |
| 1  | La Belle du scorpion     | 09/07/2005 | Éric Woreth     | Philippe Isard Jeffrey Frohner |
| 2  | Rêve brisé               | 16/07/2005 | Éric Woreth     | Philippe Isard Jeffrey Frohner |
| 3  | Sous influence           | 23/07/2005 | Éric Summer     | Philippe Isard Jeffrey Frohner |
| 4  | Mort d'un homme riche    | 30/07/2005 | Éric Woreth     | Jeffrey Frohner                |
| 5  | Tant de haine            | 03/08/2005 | Éric Summer     | Patrick Amos David Crozier     |
| 6  | Mariage impossible       | 05/08/2005 | Olivier Panchot | Martin Brossollet Annie Bulot  |
| 7  | La Mort aux deux visages | 06/08/2005 | Éric Woreth     | Philippe Isard Jeffrey Frohner |
| 8  | Hors-circuit             | 06/08/2005 | Fred Demont     | Roman Rey                      |
| 9  | Vengeance capitale       | 13/08/2005 | Fred Demont     | Philippe Isard                 |
| 10 | Ticket d'entrée          | 20/08/2005 | Fred Demont     | Roman Rey                      |
| 11 | Meurtre en ligne         | 27/08/2005 | Olivier Panchot | Jeffrey Frohner                |

## Commentaire
- La série a été tournée en 2000[1] et a été diffusée en 2005 en pleine nuit sur TF1[2]